# ウナギ
| 項目                                    | 分量（g） |
| --------------------------------------- | --------- |
| 脂肪                                    | 11.66     |
| 飽和脂肪酸                              | 2.358     |
| 14:0（ミリスチン酸）                    | 0.58      |
| 16:0（パルミチン酸）                    | 1.585     |
| 18:0（ステアリン酸）                    | 0.191     |
| 一価不飽和脂肪酸                        | 7.19      |
| 16:1（パルミトレイン酸）                | 1.255     |
| 18:1（オレイン酸）                      | 2.772     |
| 20:1                                    | 3         |
| 多価不飽和脂肪酸                        | 0.947     |
| 18:2（リノール酸）                      | 0.196     |
| 18:3（α-リノレン酸）                    | 0.432     |
| 20:4（未同定）                          | 0.095     |
| 20:5 n-3（エイコサペンタエン酸（EPA）） | 0.084     |
| 22:5 n-3（ドコサペンタエン酸（DPA））   | 0.074     |
| 22:6 n-3（ドコサヘキサエン酸（DHA））   | 0.063     |

ウナギ（鰻、泉海魚、うなぎ）とは、ウナギ科 (Anguillidae) ウナギ属 (Anguilla) に属する魚類の総称である。世界中の熱帯から温帯にかけて分布する。
インド太平洋系のニホンウナギ、オオウナギなどと、大西洋系のヨーロッパウナギ、アメリカウナギなど、19種類が確認されている。
本項目では主に、ウナギの文化的側面について解説する。生物学的側面についてはウナギ科を参照のこと。
種類や地域によっては食用にされる（19種類中4種類）。日本では主にニホンウナギで蒲焼や鰻丼などの調理方法が考案されて、古くから食文化に深い関わりを持つ魚である。漁業・養殖共に日本では広く行われてきたが、近年は国外からの輸入が増えている。

## 特徴
泳ぎはさほど得意ではなく、遊泳速度は遅い。他の魚と異なり、ヘビのように体を横にくねらせて波打たせることで推進力を得る。このような遊泳方法は蛇行型と呼ばれ、ウツボやハモ、アナゴなどウナギと似た体型の魚に見られる。
一般的に淡水魚として知られているが、海で産卵・孵化を行い、淡水にさかのぼってくる「降河回遊（こうかかいゆう）」という生活形態をとる。嗅覚は非常に優れておりイヌに匹敵する。
鱗はあるが、真皮の中に埋まった状態であり、体表は粘膜に覆われている。

ウナギの生活史

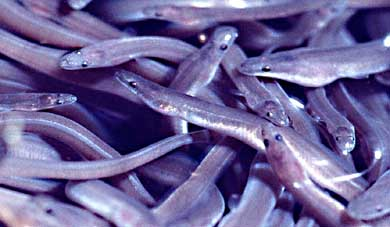
アメリカウナギ Anguilla rostrataの若魚

## 名称
属名 Anguilla はラテン語でウナギの意。
日本では奈良時代の『万葉集』に「武奈伎（むなぎ）」として見えるのが初出で、これがウナギの古称である。京都大学がデジタル公開している万葉集（尼崎本）では、万葉仮名の隣にかな書きがされており、「武奈伎」の箇所に「むなぎ」のかな書きが充てられている。院政期頃になって「ウナギ」という語形が登場し、その後定着した。現在は鳥取県に方言として残っている。
東北地方から九州一帯にかけて「オナギ」と呼ばれる地域が幅広く存在する。また仙台や福島県では「ウナンコ」、富山県では「オナン」と呼ばれている。
近畿地方の方言では「まむし」と呼ぶ。
「薬缶」と題する江戸小咄では、「鵜が飲み込むのに難儀したから鵜難儀、うなんぎ、うなぎ」といった地口が語られている。また落語のマクラには、ウナギを食べる習慣がなかった頃、小料理屋のおかみがウナギ料理を出したところ案外美味だったので「お内儀もうひとつくれ、おないぎ、おなぎ、うなぎ」というものがある。

## 漁業におけるウナギ

### 漁法
ウナギは延縄や釣り、せん漁業（後述うなぎ筒）などで漁獲されている。このうちウナギ延縄漁は河川湖沼で行われる底延縄漁である。
また、穴釣りは竿の先にミミズ、ドジョウ、タニシ（地域によってはアユ）などの餌を付け、石垣や柵などに差し込んで釣り上げるものである。
このほかウナギに的を絞った伝統漁法が各地にある。
うなぎ掻き
うなぎ掻きという独特の漁具を用いる漁法（鉤引漁業の一種）で、泥中のウナギを引っ掛けて船上に引き上げる作業を繰り返す漁法である。うなぎ掻きは鉤（カギ）と柄からなり、鉤は平鉄など、柄は竹などで作られている。
うなぎ塚
うなぎ塚漁のほか、うなぎ石漁やうなぎ石倉漁などとも呼ばれる。川底に石を積み上げて（石倉などという）、その中に隠れたウナギを捕獲する漁法である。川底に隙間を作るため、最初に川底をある程度掘る、大きめの石を最初に積むといった方法がとられる。ほとんどの場合は積んだ石を網で囲ってウナギを捕獲するが、紀南地方では網を用いずウナギ鋏（はさみ）という漁具が用いられている。
なお、石の代わりに木の束を用いる漁法がある。楢葉漬け（ナラッパヅケ）漁はナラの枝の束を川底に沈めておき、数日おいてから、引き上げて入っていたウナギを網ですくう漁法である。
うなぎ筒
せん漁業は筒状の漁具を用いるもので、ウナギの場合には、竹筒を用いたウナギ胴（ウナギド）漁、ウナギ刺胴漁、竹筒（タガッポ）漁などがある。多摩川ではウナギドウの筒には入口と内部にカエシが付いたものが用いられたが、福井県の三方湖ではウナギが入りにくくなるとして竹筒にカエシが付かないものが用いられた。
遊漁としての釣りにおいてはミミズ、カニ、カエル等を餌にした釣り方が一般的。ウナギは嗅覚に優れるため、一般的な集魚剤等、不自然な匂いのするものは食べない。よく釣れる時間帯は一般に日没から2時間前後だが、場所によっては日没から日の出まで釣れる。餌釣りでの方法としては、ブッコミ釣り（鯉などのブッコミ仕掛けの変形、一本針が基本）、置き釣り（ウナギが通りそうな場所に針と糸が付いた竹杭を刺してしばらく置く）、穴釣り（昼間ウナギがいそうな穴に小魚等を付けるための先端にまっすぐな針を付けた竹の棒と、針と糸を持ち、直接入れて釣る）等があり、特に置き釣りと穴釣りはウナギ以外には見られない釣り方である。
また、河川ではなく、汽水域や外海に生息するウナギは青うなぎと呼ばれ、川魚特有の臭みもなく非常に珍重される。特に岡山県児島湾の青うなぎは有名である。

### 陸揚げ漁港
2002年度
1. 宇佐漁港（高知県土佐市）
2. 須佐漁港（山口県萩市）
3. 川越漁港（三重県川越町）
4. 広浦漁港（茨城県東茨城郡茨城町）
5. 長井漁港（神奈川県）

### 養殖
ウナギの養殖はまず、天然のシラスウナギを捕ることから始まる。黒潮に乗って日本沿岸にたどり着いたウナギの子供、シラスウナギを大量に漁獲してこれを育てるのである。養殖方法は、日本ではビニールハウスを利用した養殖が主流である。中華民国と中華人民共和国南部の広東省では池を掘っただけの露地養殖。ハウス養殖は、ボイラーを焚いて水温を約30℃に保っており、成長を早めることができる。ただし、養殖の過程で餌を由来としたサルモネラ菌の汚染が発生している。商業化されている全ての「養殖ウナギ」は、河川で捕獲したシラスウナギを育てたものであり、天然資源が枯渇すると養殖不可能となる。天然稚魚を必要としない受精卵からの養殖については、#完全養殖の項を参照のこと。ウナギは雌の方が雄よりも商品価値が高いので，雌を多く養殖できると有利である。養殖の飼料で雄を雌に変える技術が開発された。
日本のウナギ養殖（養鰻）は、1879年（明治12年）に東京深川で、殖産家である服部倉治郎によって初めて試みられた。その後、1891年（明治24年）に現在の静岡県湖西市で、原田仙右衛門が7ヘクタールの池を造り、日本で初めて人工池での養鰻を試みたほか、服部倉治郎も1897年（明治30年）に現在の浜松市中央区にて養鰻を始めている。これが後に日本の養鰻の中心地となる浜名湖の養殖ウナギのルーツとなる。温暖な気候や地下水などウナギの生育に適した環境に加え、浜名湖や天竜川河口でシラスウナギが多く獲れたことが、この地で養鰻業が盛んになった理由とされている。その後、浜名湖周辺を中心とした静岡県遠州地方のほか、愛知県三河地方、岐阜県、三重県中勢地方、鹿児島県、宮崎県などが主な生産地となり、大東亜戦争によって一時衰退するも、戦後は概ね復興する。2000年以降2013年までの間、都道府県別の養殖ウナギ収穫量は順位を替えながらも、鹿児島県、愛知県、宮崎県の3県が常にトップ3に位置しており、その下も、静岡県、高知県、徳島県などが比較的安定した収穫量を維持している。しかし日本全体で見れば、2011年まではほぼ毎年約2万トン前後養殖されていたものが、2012年以降減少に転じ、2013年では約1万4000トンにまで減少している。
2013年のデータでは、養殖生産量が全体の生産量の95％を占めているとされている。
また、養殖ウナギと天然ウナギの見分け方として、胴回りが太く腹の色が黄色がかっているのが天然ウナギだとされるが、実際の天然ウナギは生息環境や餌によって、色・模様・体型が様々に変化するため、見た目で識別することは困難である。
出所の不透明さが指摘される香港産のニホンウナギの稚魚「シラスウナギ」を日本が2018年12月と19年1月に計約6トン輸入し、同じ期間に日本の養殖池に入れられた稚魚の約8割を占めていることが明らかになった。香港にはシラスウナギ漁の実態がなく、輸出を禁じる中華民国から密輸された可能性が高いと指摘されている。

#### 完全養殖
ウナギの人工孵化は、1973年に北海道大学において初めて成功し、2002年には三重県の水産総合研究センター養殖研究所（現「増養殖研究所」）が仔魚（幼生）をシラスウナギに変態させることに世界で初めて成功した。しかし人工孵化と孵化直後養殖技術はいまだ莫大な費用が掛かり、成功率も低いため研究中で、養殖種苗となるシラスウナギを海岸で捕獲し、成魚になるまで養殖する方法しか商業的には実現していない。自然界における個体数の減少、稚魚の減少にも直接繋がっており、養殖産業自身も打撃を受けつつある。
そうした中で2010年、水産総合研究センターが人工孵化したウナギを親ウナギに成長させ、さらに次の世代の稚魚を誕生させるという完全養殖に世界で初めて成功したと発表。25万個余りの卵が生まれ、このうち75%が孵化したと報じており、先に述べた稚魚の漁獲高減少もあって、期待を集めている。だが、孵化直後の稚魚の餌の原料にサメの卵が必要で、毎日水を入れ替えなければならず、人工環境ではほとんどオスしか生まれないため産卵のためにホルモンによるメス化が必要など、多くの課題が残されている。
2012年には、マリンスノーが餌となることが突き止められた。また、鶏卵やヤマメの精巣も餌になることが判明し、幼生は約9割が育つまでになった。しかし、2013年の現状ではシラスウナギ1匹にかかるコストは飼料代、設備投資、人件費、光熱費など1000円以下では無理だといわれている。水産庁は、完全養殖の商業化の目標年を2020年としている。
2019年には、人工で育てたシラスウナギを民間の養殖業者に委託し、成魚にするサイクルにはじめて成功した。これにより安定したウナギの生産につながると期待されている。
2024年7月4日に行われた水産庁の研究報告会では、2016年時点では養殖シラスウナギ1匹の育成コストが4万円以上だったが、当報告会の時点で生産性の改善により1800円相当にまで育成コストを抑えられるようになった。成果の一環である稚魚の大量生産技術を各都道府県や民間養殖企業に提供し、目標としてコストが1000円を下回るよう開発や改善を目指すとした。2025年7月、水産庁所管の国立研究開発法人水産研究・教育機構は完全養殖のウナギを量産するのに必要な基幹技術の特許を取得した。

### 資源量

#### 資源量の減少

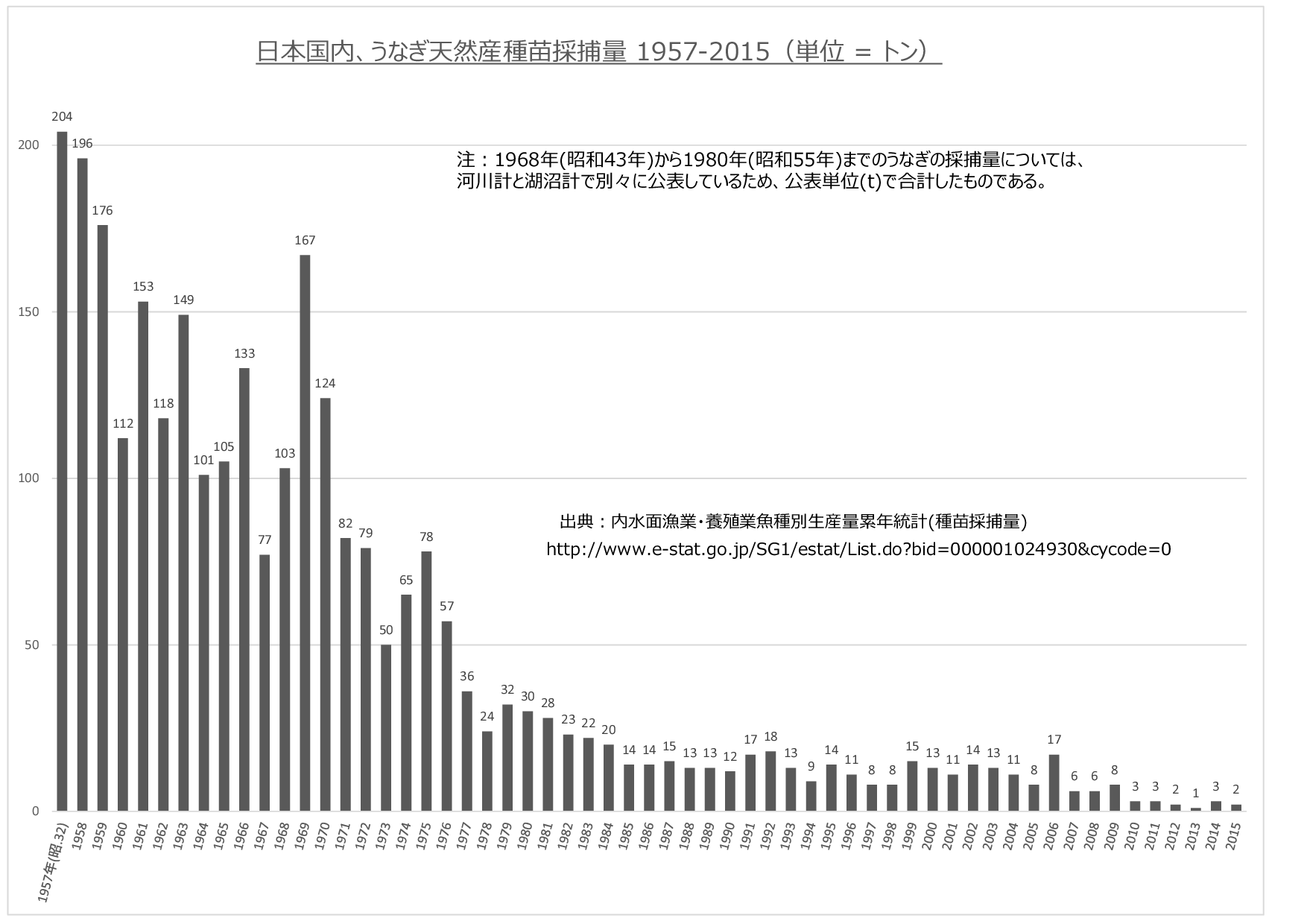
ニホンウナギ 内水面漁業・養殖業魚種別生産量累年統計(種苗採捕量)（1957年-2012年）

ウナギ資源は、1970年代から減少を続けており、消費の99%以上を占める、養殖ウナギに用いられるシラスウナギの日本で採取された漁獲量は、ピーク時には200トンを超えていたが、2013年には5.2トンにまで落ち込んだ。
2013年2月には、ニホンウナギが環境省レッドリストに、2014年6月には、IUCNレッドリストに絶滅危惧種として選定された。

#### 絶滅危惧種
また、ヨーロッパウナギについては、1990年代に稚魚を中華人民共和国で養殖し、日本へ輸出する販路が定着し、輸出が本格化すると、資源は激減した。2008年にIUCNレッドリストで絶滅危惧種に指定されており、後述するように2007年6月のワシントン条約第14回締約国会議において、流通規制対象となることが決定。2009年3月から、その効力が発生することとなった。
ウナギの生態には、未解明の部分があるため定かではないものの、減少の理由は
- シラスウナギの密漁、および成魚の乱獲
- 河口堰やダムの建設、護岸のコンクリート化など、河川環境の変化
- エルニーニョ現象といった海洋環境の変化

などが挙げられ、とりわけ乱獲については、かつて世界のウナギの7割を消費していた、日本の流通業界や消費者の責任が指摘されている。
なお2007年以降は、中華人民共和国が最大の消費国となっており、2013年には、世界における日本のウナギ消費量は1割強にまで落ち込み、中華人民共和国の消費量が約7割となっている。
2010年以降、シラスウナギの不漁が深刻化し、シラスウナギの価格が1キログラム当たり300万円まで上昇した。こうした状況を受けて、水産庁は2012年6月、ウナギ緊急対策の実施を発表し、同年9月より日本・中国・台湾の三者間でニホンウナギの国際資源管理をめぐって非公式協議を進めている。
一方2012年7月に、ニホンウナギが絶滅のおそれのある野生動植物の種の国際取引に関する条約（ワシントン条約）の取引規制対象として検討された際には、農林水産大臣郡司彰は「規制されるほど枯渇していない」と主張した。
資源管理の動きとは対照的に、日本のシラスウナギは、1960年代から密漁が続いており、全体の5割以上が「違法漁獲もしくは闇市場を通じた取引である」と指摘されている。
また2012年7月には、静岡県浜松市の商社によって、アフリカ産ウナギ（Anguilla mossambica）が初輸入されることが報じられた。太平洋海岸周辺やインド洋海岸周辺に生息するビカーラ種（Anguilla bicolor）もニホンウナギの代替として、日本経済新聞に紹介されたが、その翌年の2014年に、IUCNレッドリストにおいて準絶滅危惧種に指定された。
ビカーラ種の水産資源としての元々の量が少なく、生態の把握もなされておらず、現地の資源管理体制も整っていない状態で、日本が商業利用を検討したことが主な理由である。アメリカウナギも、ニホンウナギの代替として、養鰻業者が商業利用を開始したことで、絶滅危惧種に指定された。
三重大学の勝川俊雄は、こうした流れに対して「食べるだけ食べて、資源が枯渇したら、別の地域から輸入すればよいというのは無責任だ」と批判している。グリーンピースは、2018年に「ウナギ加工品の調達は、サプライチェーンが不透明極まりなく、トレーサビリティに重大な欠陥がある」と警鐘を鳴らしている。
2017年3月31日には、生物種や資源としてのニホンウナギの保全に取り組むため、日本と台湾、韓国、中国の研究者ら約100人が参加する「東アジア鰻学会」の設立総会が開かれた。

#### 輸出規制
2007年、欧州連合がヨーロッパウナギの絶滅を危惧して、シラスウナギの輸出を規制する方針を発表し、ワシントン条約締約国会議でEU案が可決、ヨーロッパウナギの取引規制が実施され、ヨーロッパからの輸出規制が始まった。また、中華民国も日本への過大な輸出に対して、現地の養殖業者が輸出規制を要望している。日本側も日本で採取したシラスウナギで成り立っている業者と、輸入物に頼る業者の利害対立があり、一致した意見表明ができない状況になっている。そのため、全般的にウナギの価格高騰が持続している。
また輸出規制が始まったにもかかわらず、ヨーロッパウナギの稚魚の調達は続いており、ウナギ蒲焼のDNA鑑定から、相変わらず違法輸出入が指摘されている。各所から公表されている生産量と輸出量の数値を照らし合わせると、データに相違があることが確認されており、全容の把握が困難となっている。
2025年世界自然保護基金（WWF）ジャパンと中央大学は、日本国内で販売されたウナギの蒲焼133サンプルのDNA分析結果より、約４割がアメリカウナギだったと発表した。中国産と表示されていた蒲焼サンプル82点の半分以上がアメリカウナギで、ヨーロッパウナギも含まれていた。絶滅の恐れのあるニホンウナギやヨーロッパウナギに代わり稚魚の違法取引が問題化しているアメリカウナギが、日本で大量消費されている実態が明らかになった。アメリカウナギの稚魚は中国で種苗生産され日本に中国産として輸入されている。WWFジャパンは、ウナギを大量消費する日本が違法なアメリカウナギ漁業を支えている可能性を指摘している。
2025年6月欧州連合は、2007年以来取引規制が実施されているヨーロッパウナギに加え、既知のウナギ類19種・亜種全てをワシントン条約附属書IIに掲載する提案を正式に提出した。生きたシラスウナギだけでなくかば焼きなどの加工品も対象とし、輸出国に対し合法的な捕獲の証明を提示し輸出許可を取得することを義務付ける内容で、2025年ワシントン条約締約国会議で採択されれば2027年6月に発効する。

#### 食品ロス問題
グリーンピース・ジャパンの調査では、2018年（平成30年）6月4日に、日本の大手小売事業者18社が、廃棄したニホンウナギは約2.7トンと推計され、ニホンウナギが売れ残りなどを理由に大量廃棄され、無駄な食品ロスとなっていると発表した。

#### 代用品
ウナギの保護や価格上昇への対応として、日本ではウナギの蒲焼に食感や味、香りが似た代用品の開発・利用が試みられている。一正蒲鉾はウナギ以外の魚すり身練り物製品を発売。パンガシウス科のナマズ肉も蒲焼として販売されている。また、ウナギの近縁種であるアナゴは代用品の中では食感が最も似ているとされる。
2019年、イオンは、グループ各社で、これまでの豚ばら肉の蒲焼きに加え、サケの腹身の蒲焼きとハラスの蒲焼きの販売を開始した。
伝統的な精進料理として精進うなぎがある。

## 食材としてのウナギ

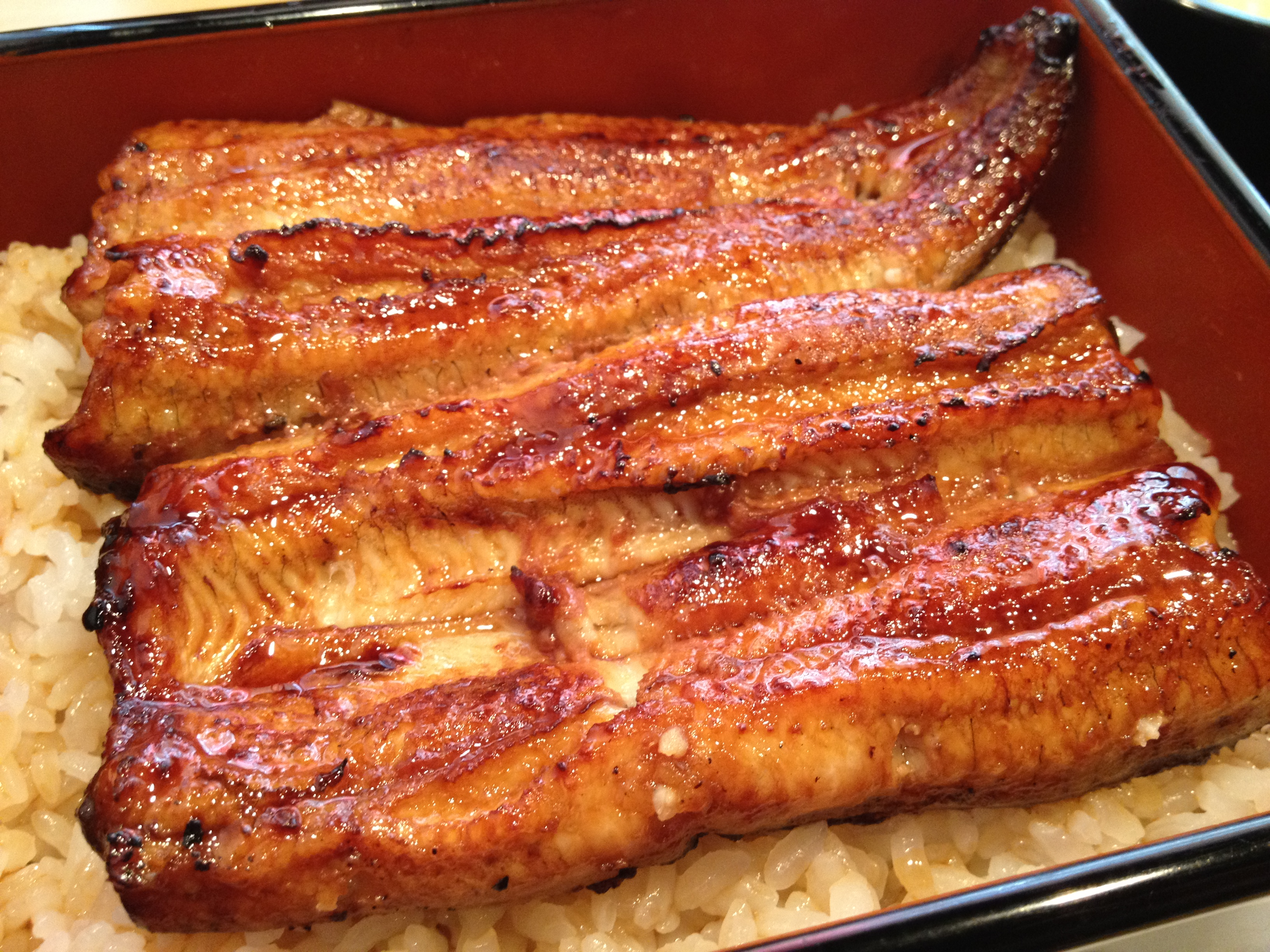
ウナギの蒲焼

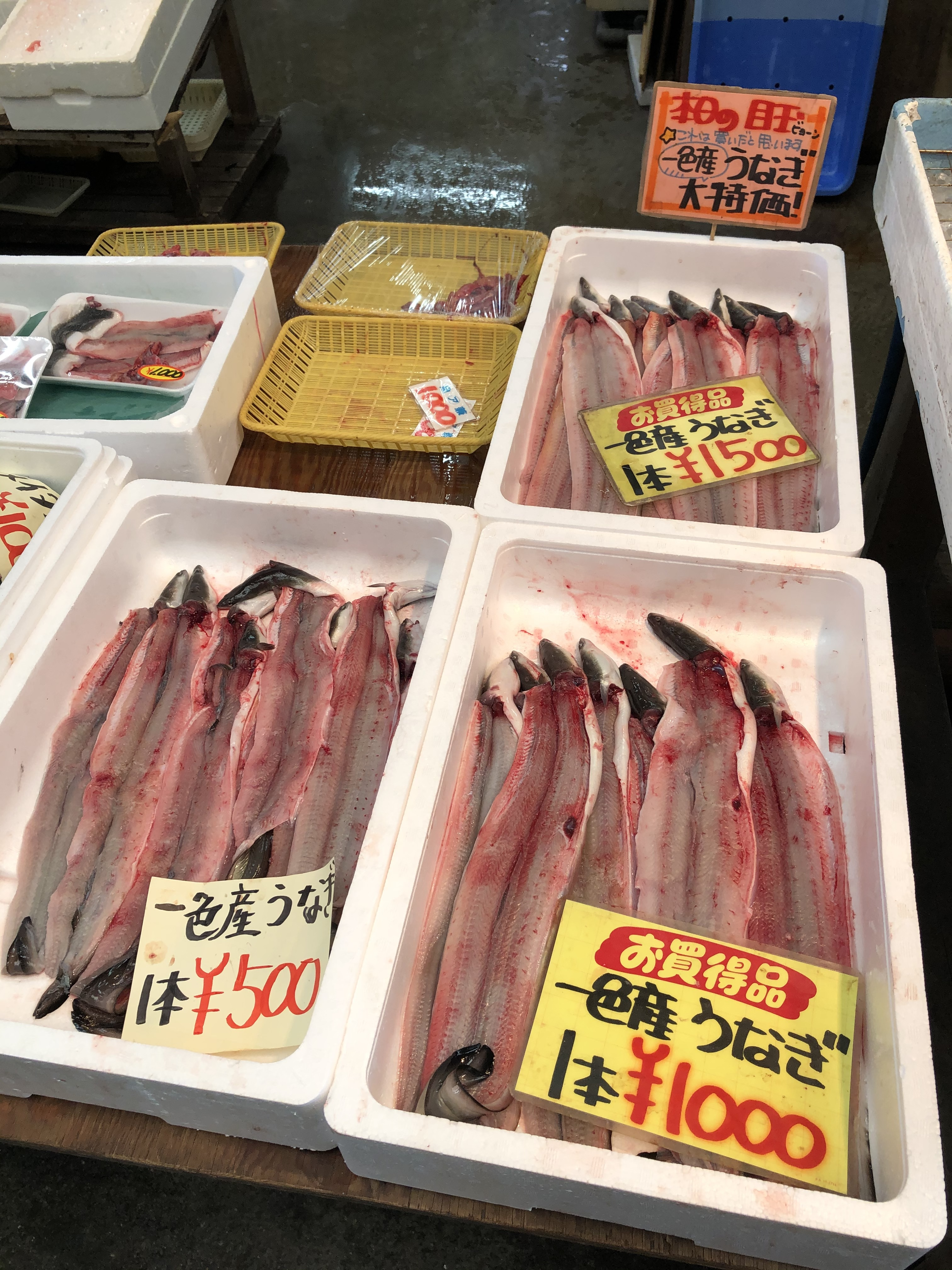
魚市場で売られているウナギ

### 日本
ウナギは高タンパク、高ビタミンA・ビタミンB1・ビタミンB2、ビタミンD、ビタミンEやDHA・EPA、 ミネラル（鉄、亜鉛、カルシウム、銅）が豊富で消化も良く、日本では縄文時代の遺跡からも食用としたウナギの骨が出土している。日本料理の食材としても重要で、鰻屋と呼ばれるウナギ料理の専門店も多い。皮に生息地の水の臭いやエサの臭いが残っているため、天然か養殖を問わずきれいな水に1 - 2日入れて泥抜きと臭み抜きをしてから調理をする。天然のウナギの旬は脂が乗る秋から冬ごろだが、夏バテを防ぐためにウナギを食べる習慣は、日本では大変古く、『万葉集』にまでその痕跡をさかのぼることができる。大伴家持が詠んだ詩を紹介する（括弧内は国歌大観番号）。「むなぎ」はウナギの古形。
当時は蒲焼の文字通り、蒲の穂のようにぶつ切りにしたウナギを串に刺して焼いたもので、値段もそばと変わらなかった。
江戸で濃口醤油が開発されると、ウナギをタレで味付けして食べるようになった。現在のように開いてタレにつけて焼くようになったのは、上方、江戸とも享保の頃（1716年 - 1736年）と思われる。蕎麦ほど徹底した美学はないものの、「鰻屋でせかすのは野暮」（注文があってから一つひとつ裂いて焼くために時間がかかる）、「蒲焼が出てくるまでは新香で酒を飲む」（白焼きなどを取って間を繋ぐのは邪道。したがって鰻屋は新香に気を遣うものとされた）など、江戸っ子にとっては一家言ある食べ物でもある。出前も行われており、その後は冷めにくいようにと丼に蓋をするようになり、またその後に鰻屋「重箱」から重箱を使用する事も始まった。
日本では土用の丑の日に夏バテ予防に食べられる。疲労に関して研究をしている大阪市立大学の梶本修身は、栄養価の高いものを食することが日常になった現代においては、エネルギーやビタミン等の栄養不足が原因で夏バテになることは考えにくく、夏バテ防止のためにウナギを食べるという行為に一石を投じた。
ウナギの血液はイクシオトキシンを含みヒトおよびその他の哺乳類に対して有毒である。ただし、この毒は100 kDaのタンパク質であり、60℃で5分以上加熱すれば変性して毒性を失うため、加熱調理した分には危険はない。
ウナギの血清に由来する毒素は、アナフィラキシーの発見によりノーベル賞を受賞したシャルル・ロベール・リシェに使用された（ウナギ血清を犬に注射し効果を観察した）。
「鰻と梅干は食い合わせが悪い」と言われることがある。これは食禁の代表的な例として挙げられることが多いが、貝原益軒の『養生訓』には記載はない。医科学的な根拠はないとされる。

### 海外
中華人民共和国はウナギを日本のほかマレーシア、フィリピン、タイなど合計50カ国以上に輸出している。中国の国内消費量も伸び、年間1万トンに達している。訪日旅行でウナギ料理に触れた中国人が増えたことなどが背景とみられる。蒲焼のほかウナギピザなどが飲食店で提供されており、専門店もある。
アジアの他、ヨーロッパでもイギリス、オランダやイタリアなどにウナギ食文化があり、内陸部でも淡水ウナギを使った料理が存在する。

古代ギリシャの医師ヒポクラテスは「ウナギの食べ過ぎなどによる肥満は人間の体の最大の敵」と著述している。古代ローマでもウナギは高価な料理であったらしい。一方、ユダヤ教やイスラム教では「鱗の無い魚は食べてはいけない」という戒律から、鱗が目立たない鰻を食べることは禁忌とされている。

### ウナギを使った料理

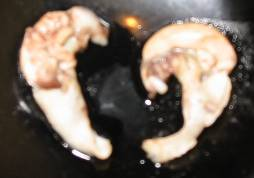
ウナギの肝

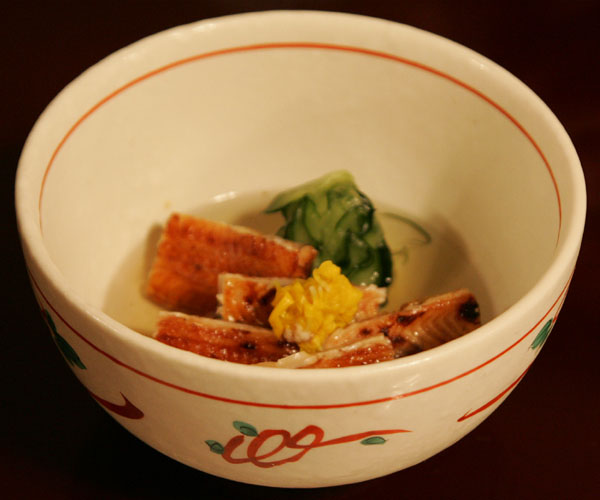
うざく

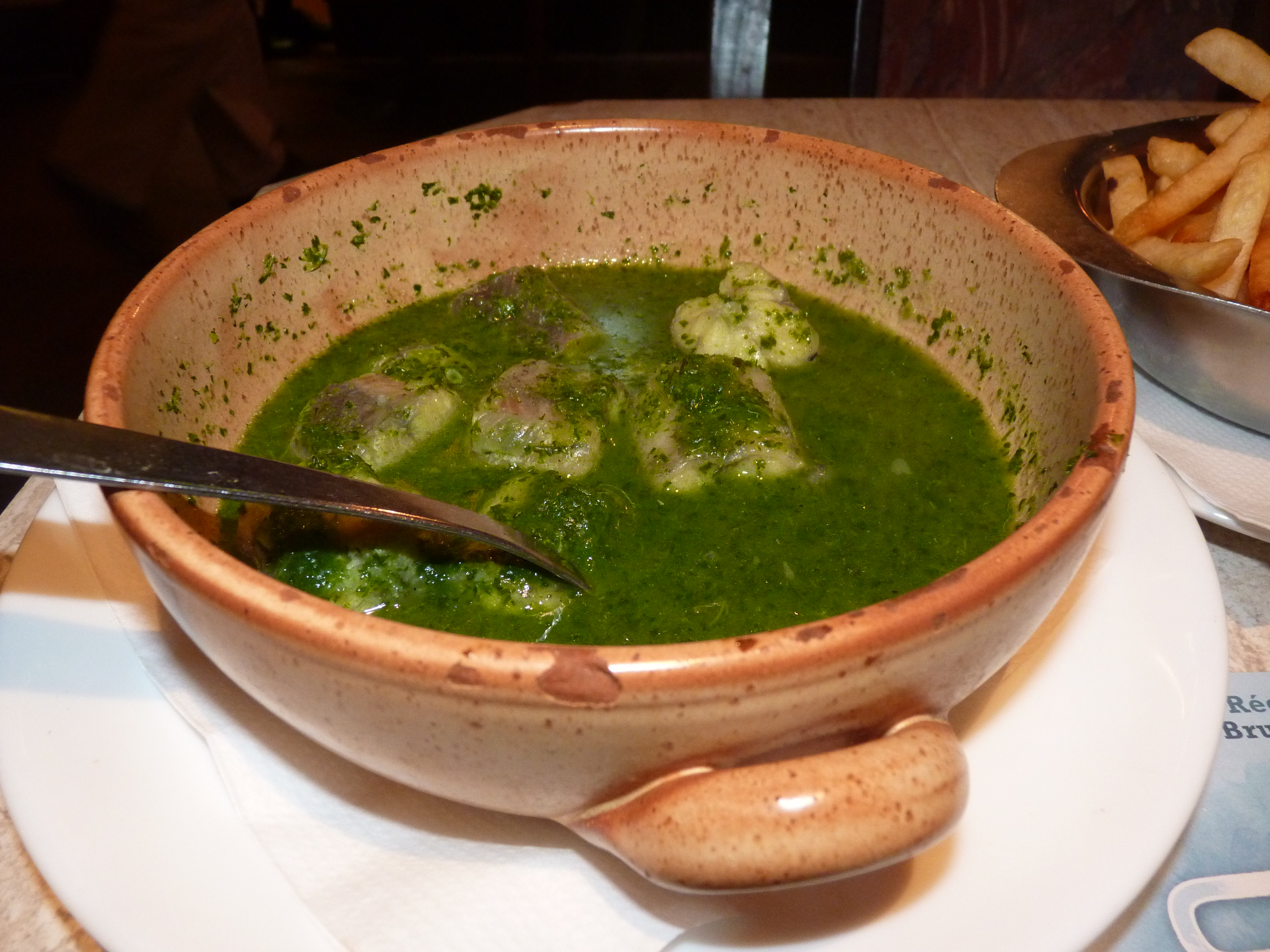
アンギーユ・オ・ヴェール

ウナギを素材とする料理は多く、その地方独自の食文化によって様々な料理が発達している。好き嫌いなどの個人差はあるが、一般的には非日常的なご馳走であり、高級料理として扱われる。

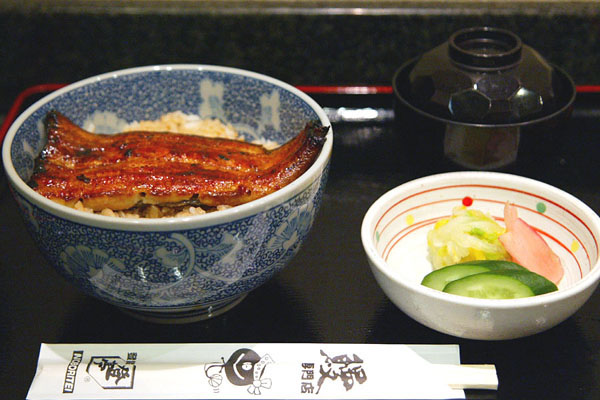
鰻丼

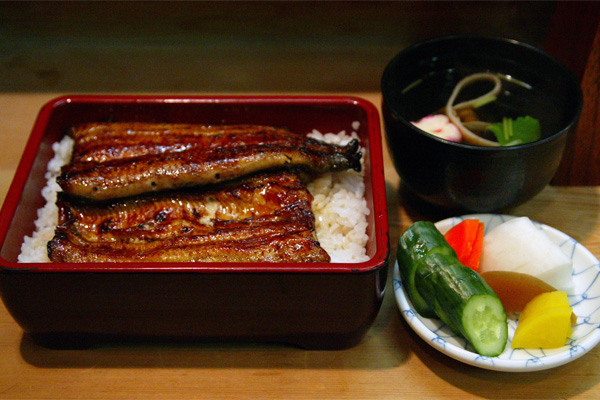
鰻重

蒲焼
日本で最も一般的な料理法。開いて骨を取り去った身に串を打ち、甘辛いタレを付けて焼く。関東では背開きにして頭を落とし、素焼きした後に蒸しを入れ、その後タレをまぶして本焼きとするが、関西では頭（半助）を付けたままの腹開きで、蒸さずにじっくり地焼きにする。九州では背開きで蒸さずに深めに焼くものが主流。
白焼
タレを付けずに焼いたもの。関東では下焼きの後に一度蒸し、その後もう一度焼き上げる。ワサビ、大根おろしまたはショウガ醤油などを付けて食べる。
静岡焼き
茶を風味付けに使った、ウナギの焼き方。
ぼく飯・ぼく煮
鰻の白焼きとささがきにしたゴボウを醤油と砂糖などで甘辛く煮た浜松市の郷土料理。ご飯にかけるとぼく飯、そのままで食べる場合はぼく煮となる。卵を入れて柳川風にする場合もある。
鰻丼（鰻重）
丼御飯の上に蒲焼を乗せたもの。用いる食器が重箱の場合は鰻重と呼び分けられる。食べる前に山椒の粉を振りかけるのが一般的である。

肝吸い
胃を中心とした内臓部分を吸い物にする。鰻丼や鰻重と共に供されることが多い。
串焼き
肝焼き - 数匹分の胃などを串に刺してタレに浸け焼く。
レバー - 肝臓。串焼きや煮付けで供される。
ひれ巻 - 背びれの部分を串に巻いて焼いたもの。
かぶと焼き - 数匹分のウナギの頭部を串に刺してタレに浸け焼く。
くりから焼き - ウナギを捌く際に出る端切れを串刺しにしたもの。不動明王の持つ倶利伽羅剣に例えてそう呼ばれる。
半助豆腐
蒲焼にしたウナギの頭（半助）と豆腐を煮たもの。関西地方特有の料理。関西地方ではウナギを頭を付けたまま焼いた後で切り落とすので、頭だけまとめて安価に販売されている。関東地方では頭を落としたウナギを蒸してから焼くので、頭が流通していない。ウナギの蒲焼の頭はコラーゲンも豊富でウナギの風味の濃厚な出汁が取れる。
半助煮
ウナギの頭の佃煮。硬い骨を柔らかく加工調理してある。
鰻の飯蒸し
関西風に焼き上げた蒲焼とタレで味付けしたおこわを竹の皮で包んで蒸したもの。
うざく
小さく切ったウナギの蒲焼とキュウリ、ミョウガなどを使った酢の物。
う巻き
鰻巻き。ウナギの白焼きまたは蒲焼を芯にして巻いた卵焼きのこと。溶き卵に出汁を入れ、鰻を芯として巻き上げる。小口切りにして切り口が見えるように器に盛り、木の芽などを添えて供する。「う巻き卵」とも。ただし、稀に「ウナギのゴボウ巻き」（京都料理の八幡巻）をう巻きと呼ぶこともある。
八幡巻
ゴボウを軸としてウナギなどを螺旋状に巻きつけた上で、煮たもの、または、焼いたもの。ただし、ウナギが使われないこともある。
せいろ蒸し
関西風に焼き上げた蒲焼を、タレをまぶしたご飯の上に乗せて蒸し上げる福岡県柳川市の名物料理。
刺身（洗い）
しっかりと血抜きしたウナギを薄切りにして醤油やポン酢で食べる。皮も湯引きして細切りにする。
しゃぶしゃぶ・ちり鍋
骨切りした生の鰻を用いる。
うなぎ茶漬け
蒲焼あるいは白焼きにした鰻を薬味とともに茶漬けとする。
ひつまぶし
ウナギの蒲焼を5ミリから8ミリ幅に細切りにし、お櫃に盛ったご飯の上に載せて供される。茶碗に取り分け、薬味を加えたりお茶や出汁をかけて茶漬けにしたりして食される。名古屋市を中心とした中京地方の郷土料理で、名古屋めしと呼ばれるものの一つ。
ウナギの握り
ウナギの蒲焼を種とする握り寿司。
うなり寿司
稲荷寿司をひっくり返し、ウナギの蒲焼きを切ったものが載せてある。名前の由来は「うなぎ」と「いなり」の合成語。
うなぎボーン
ウナギの骨を素揚げにした料理、スナック菓子。
うなぎパイ
「ウナギパウダー」入りの菓子パイが有名である。他にも「うなぎんぼ」などのウナギ成分を使った菓子がある。
うなぎパイ（eel pie、イギリス南部の郷土料理）
イギリスの伝統料理。パイ生地にぶつ切りにしたウナギを入れて焼き上げた物。これにマッシュポテトを添え、リカーと呼ばれる緑色のソースを掛け回した一皿であるパイ・アンド・マッシュが、フィッシュ・アンド・チップスと並ぶロンドン庶民の味として親しまれてきたが、テムズ川産ウナギが希少化し、より安価な牛肉を用いたミート・パイで代用されるようになっている。
ウナギのゼリー寄せ
イギリス、主にロンドン・イーストエンドの郷土料理。現地ではjellied eelsと表記される。ぶつ切りにしたヨーロッパウナギをスープストックで煮込み、冷やし固めた料理。伝統的にはウナギの皮のゼラチン質で固めるが、工業的に生産されたゼラチンが流通する様になった19世紀頃からはゼラチンを加えるのが主流となっている。チリビネガーを掛けて食べるのが一般的である。
フライ
ウナギを衣揚げにし、胡椒のソースなどを掛けて食べる。日本ではあまり見られないが、ヨーロッパなどで供される。
煮こごり
ヨーロッパウナギやアメリカウナギなどの他のウナギもイタリア、スペイン、フランスなど南欧を中心に、主に煮こごり料理として各地で食用にされている。イタリアのものはイギリスのゼリー寄せに似ているが、チリビネガーではなくバルサミコ酢を使用する。
シラスウナギ料理
スペインではウナギの稚魚であるシラスウナギを食する習慣がある。代表的なものとして、シラスウナギをそのままオリーブオイルで煮立てた「アヒージョ」と呼ばれるオイル煮がある。スペインでもシラスウナギは希少・高価な存在であり、すり身で作ったウナギの稚魚もどきが販売されている。
燻製
ドイツではウナギの燻製はポピュラーな食材である。そのまま焼いて食べる他、煮込み料理にも使用する。
煮込み（スープ）、鍋料理

フランスのワインを使用して煮込むウナギのマトロット、ドイツのアールズッペ、ベルギーのアンギーユ・オ・ヴェール、中華料理、韓国料理

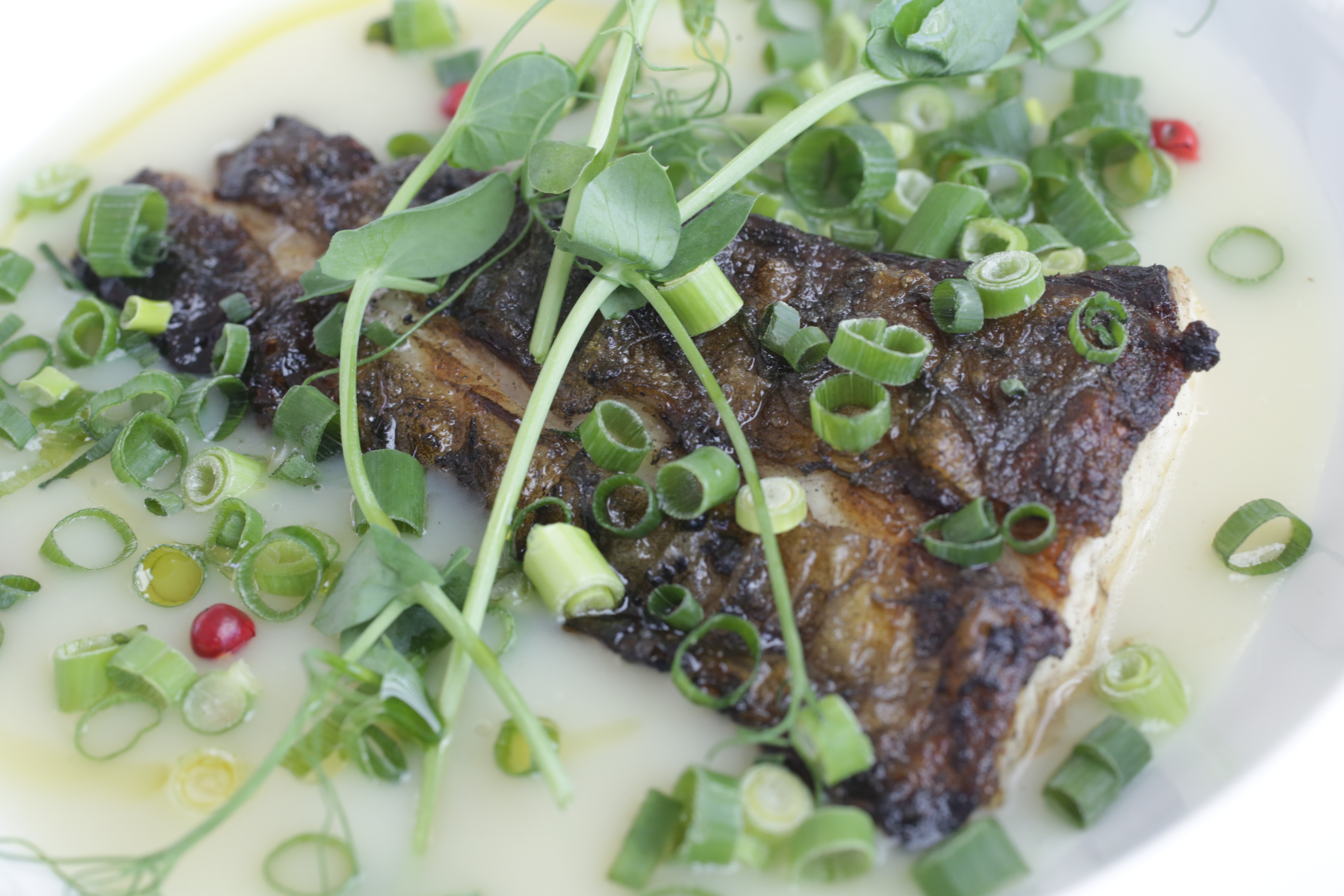
エスカベッシュ

マリネ

茹でる・焼く・揚げるかのいずれかの方法で調理したウナギを、別途用意した漬け汁と合わせて食べる。
ラテン系の地域ではエスカベッシュという名前で、よく出てくる料理。

### 輸入ウナギの安全性
2003年7月に中華人民共和国産ウナギから、合成抗菌剤エンロフロキサシンが、10月に中華民国（台湾）産ウナギから、合成抗菌剤スルファジミジンがそれぞれ検出され、残留農薬に関する調査が厳重化され始める。2005年にはらでぃっしゅぼーやが台湾産を国産と偽って販売し、しかもその蒲焼から合成抗菌剤エンロフロキサシンが検出された。
2007年6月29日、アメリカ合衆国のFDAは、中国産のウナギ、エビ、ナマズの4分の1に発癌性物質が検出されたとして、輸入方法を変更した。今までは検査なく輸入可能であったが、第三者機関の証明書の添付を義務付けた。中国政府は自国の検査証明書で通関可能とするよう交渉中である。検出された物質のうちニトロフランとマラカイトグリーンは動物実験で発ガン性が確認され、中国でも魚介類への使用が禁止されている物質であった。マラカイトグリーンは以前に中国産のウナギから日本でも検出されたことがある。ウナギの日本国内消費量およそ10万トンのうちおよそ6万トンは中国産であり、これをきっかけに日本国内でのウナギの売れ行きは激減した。この検出事件に関して日本鰻輸入組合の森山喬司理事長は、アメリカに輸入されたウナギから上記の物質が検出されたものの、「日本に輸入されている中国産ウナギは中国政府による検査・各工場の自主検査、日本での命令検査をパスしており安全だ」「ウナギが危ないと連日報道されて消費者の不安が煽られ、ウナギの売れ行きは激減している。いかに努力して安全なものにしているか実態を理解してほしい」とコメントしている（中国産食品の安全性も参照のこと）。
中国側の検査の実情として、中華人民共和国国家品質監督検査検疫総局は2007年7月11日、中国の食品会社41社の安全管理に問題があったとして、輸出差し止めとした。このうち11社は、日本向けに水産食品を輸出、そのうち5社はウナギのかば焼きであった。これらの工場は日本の通関時に違反事例を起こしており、既に日本への輸入は止められている。また15社は中国側の検疫手続きを免れていたことが判明している。また森山喬司理事長の所属する佳成食品株式会社は、2007年7月に細菌多数につき食品衛生法違反でウナギ廃棄を命じられている。そんなこともあり、2007年の土用の丑の日の各コンビニやスーパーマーケットは前年に比べ値段は高くなったものの、国産ウナギ使用のうな重等をアピールしていた。
コープさっぽろは2007年の土用の丑の日の翌日になって、2007年7月31日に日本水産の子会社に委託していた中国産鰻から、発癌性のある抗菌剤を検出したと発表、回収を開始した。このウナギはweb上では「抗生物質などの薬品をほとんど使用していません」と宣伝され、店頭では「コープ札幌で取り扱っているウナギは報道等で取り上げられているウナギとは別の商品なので安全です」と広告されていた。

### 食品偽装問題（産地・魚種）
日本国内において国内産ウナギと称して販売されているウナギの中にも、実際には外国産と表示すべきものがあり（産地偽装）、台湾から輸入したウナギに「愛知三河　一色産ウナギ」ブランドを付して流通させていたという事例があった。これを受け2008年6月18日、農水省はそのようなウナギがJAS法に違反しているとして業界団体等に適正な表示を依頼する文書を発出した。
また、グリーンピース・ジャパンが2017年秋に実施したDNA検査によるとニホンウナギとして販売されていたウナギが別種のアメリカウナギだった例もあったという（ただし問題とされた小売事業者の一部が独自に外部調査機関に依頼した結果ではニホンウナギだったとしている）。

## 文化の中のウナギ

### 食文化
- 徳川家康時代の江戸では、江戸湾の干拓事業に伴い多くのウナギが獲れたため、ウナギのことを「江戸前」と呼び、ウナギの蒲焼が大いに流行した。『江戸前大蒲焼番付』という本が発売されるほどであった[84]。

- 宮川政運の『俗事百工起源』によると、堺町（現在の東京日本橋人形町）で大久保今助がこの鰻丼を考え出したとされている[85]。この御飯にタレが染込んだ味はこの芝居町で大人気となり、葺屋町（堺町の隣町）にある[86]大野屋が「元祖鰻めし」という看板で売り出したのが最初だと言う。売り出しを開始した年代は特定されていないが、中村座や市村座が天保12年（1841年）に焼失して移転した経緯から、その前の頃に売り出したと推定される。ともあれ、天保の飢饉（1844年）に、天保通宝一枚で売り出したのが評判を呼んだという[86]。

### 信仰・伝承や文学
- 鰻食物禁忌 - うなぎを虚空蔵菩薩の使いとして、またはうなぎに災害から救われたので食べることを忌避するという伝承を持つ地域がある[87]。宮城県大郷町石原の村社・運南神社は御神体が虚空蔵菩薩で、氏子はうなぎを食べない慣習を持つ[7]。
- 三島神社もうなぎを神使・眷属とすることから、食べるのを禁忌とした[88]。伊豆系（三嶋大社）だけではなく、伊予系（大山祇神社）の大三島でも同様の伝承が見られた[89][90]。明治以降は伊豆三島・大三島共に禁忌とすることは無くなったが、京都の三嶋神社の様に現在でも祈願中は禁食する習しが残るところもある[91]。他にも、三島・大山祇系の信仰地では、各地に鰻に関する伝承が残る。京都の大山祇神社は弁天井戸に耳の白い鰻がおり、それが水面に現れると雨が降るという[92]。山口市の鯖地区にある三島神社では、大鰻を食べた村人に疫病が流行り、それからは食べないという[93]。
- 「鰻」という苗字を有する人が日本に20名程度存在する。読み方は、うなぎ / むなぎ / まん、など。直系の者について、ウナギに関する食のタブーが存在する場合がある。銀シャリのメンバーである鰻和弘など。
- ある古池（または川）のほとりで、村人たちが池に毒を流して魚を獲る相談をしていたところ、見慣れぬ黒衣の老僧が現れ、毒流しは池の魚族を根こそぎにする漁法であるから行ってはならぬと村人たちを諭した。村人たちは恐縮して僧に団子を振舞ったが、その翌日やはり毒流しをすることに一決した。獲れた池の魚の中に池の主らしき大鰻がおり、腹を割くと、昨日老僧に食べさせた団子が入っていたという[注 2]。類似の伝承に、ウナギがイワナに代わる岩魚坊主というものもある。
- 食用として多く殺されていることや蛇に似た外見から、その祟りを題材とした怪談もある。岡本綺堂『鰻に呪われた男』[94]、田中貢太郎『鰻の怪』など。
- 鰻は幼魚や卵が見つからず繁殖の過程が謎であったことから、古来山芋が変じて鰻になるのだという俗説があった。そのため、つまらぬ者が立派になることを指す「山芋鰻になる」という表現があった[95]。
- 中世ヨーロッパでは、ウナギは高級な食材であった。ローマ教皇のマルティヌス4世は、白ワイン（ヴェルナッチャ）に溺れさせたボルセーナ湖産ウナギの焙り焼きを過食して命を落としたとの伝説があり、これに基づいてダンテ・アリギエリは『神曲』において、煉獄で大食の罪を償うマルティヌス4世の姿を描写している[96][97]。
- オセアニアの神話にはしばしば登場する（トゥナなど）

### 慣用句
- うなぎの寝床 - 間口（幅）が狭く奥行きが長い、つまり、ウナギのように細長い間取りのこと。
- うなぎのぼり
- 山芋変じて鰻と化す - 大きな変化が起こること。

## ウナギを主題とした作品
- テレビ(学術ベース)
  - サイエンスZERO - NHK教育 2023年7月30日放送『謎の回遊魚!ウナギのミステリーツアー』[98] 水産庁水産技術研究所や水産研究・教育機構、静岡県水産・海洋技術研究所などにおけるウナギ研究に密着取材し分かりやすく解説したサイエンス教育番組。日本に居るウナギに発信機を取り付けて約3000kmを追跡し、南洋のマリアナ海溝にて産卵している事を突き止める研究(水産庁水産総合研究センターや東京大学大気海洋研究所などの共同研究)や、その際に夜間は水深100 - 200ｍ、昼間は推進600ｍ程度の深海を泳いでいる「凹凸泳ぎ」をしている事（水産研究所福田 野歩人などの研究）、あるいは日本近海時と違い南洋では出産に備えて腹部の精巣や卵巣が発達して膨れ上がる外観が変わる生体（水産庁水産研究・教育機構の研究成果）、また、水槽飼育の際に凹凸泳ぎと同じ水温を投入し疑似再現する事により、体内血中における性ホルモン濃度（11-KT）が0.7ng/mLからおおよそ倍の1.6ng/mに増加する事（静岡県 水産・海洋技術研究所 倉石 祐主任研究任などの研究）、ウナギの稚魚の食料がおおよそ4分の3が植物性の海洋プランクトンであり、その動物性プランクトンなどとの比率が南洋の水深160ｍ程度の海中分布と一致している事（水産資源研究所渡辺剛研究員らの研究）など長年謎とされてきたウナギの近年研究を解説した科学番組となっている。

- 映画
  - うなぎ - 今村昌平監督作品
  - 鰻の男
- 漫画
  - う (漫画)
- 落語
  - 鰻の幇間 - うなぎを奢らせようとした幇間の間抜け噺。
  - 鰻屋 - うなぎの話がある古典落語。
  - 始末の極意 - 倹約する方法のひとつとして、うなぎの匂いだけで飯を食べるというネタを含む落語。
- キャラクター
  - 浦和うなこちゃん - 蒲焼発祥の地としてやなせたかしが作成したキャラクター。さいたま観光大使。
  - うながっぱ - 岐阜県多治見市のマスコットキャラクター。うなぎと河童がモチーフ。
  - ウナギイヌ - 漫画家赤塚不二夫がウナギとイヌを合成したキャラクター
  - うなりくん - 千葉県成田市のマスコットキャラクター。成田市特別観光大使。うなぎとジャンボジェット機がモチーフ。
  - うないさん - 長崎県諫早市の非公式マスコットキャラクター。